# Marc Ravalomanana
Ne doit pas être confondu avec Marc Ramanantsoa.
Dans le nom malgache Ravalomanana Marc, le nom de famille précède le prénom, mais cet article utilise l’ordre habituel en français Marc Ravalomanana, où le prénom précède le nom.
Marc Ravalomanana, né le 12 décembre 1949 à Imerinkasinina (province d'Antananarivo), est un homme d'État malgache. Il est maire d'Antananarivo de 1999 à 2002 et président de la république de Madagascar de 2002 à 2009, année lors de laquelle il est contraint de démissionner et de remettre le pouvoir à un directoire militaire, qui transmet le pouvoir à Andry Rajoelina. Il est battu par celui-ci à l’élection présidentielle de 2018.

## Situation personnelle

### Origines et vie familiale
Il appartient à l'ethnie mérina des Hauts-Plateaux de Madagascar.
Il épouse Lalao Ravalomanana en 1974 ; le couple a quatre enfants.

### Carrière professionnelle
Autodidacte, il dirige la petite laiterie familiale et la transforme grâce au soutien d'un proche de la famille, et avec l'aide de la Banque mondiale, en une entreprise industrielle nationale : le groupe Tiko.

## Parcours politique

### Ascension
En décembre 1999, il est élu maire d'Antananarivo, sous les couleurs de l'association Tiako Iarivo (« J'aime Iarivo »). Il engage la réhabilitation de la capitale et lance de vastes opérations d'assainissement et de grands chantiers d'infrastructures urbaines.
À partir de la fin des années 1990, il investit dans différents médias. Tout d’abord, il rachète en 1999 Radio Mada à un journaliste malgache ; cette radio ne couvrait que la province d’Antananarivo, la capitale. Il a utilisé cette radio pour promouvoir le groupe Tiko. En 2001, il crée le groupe MBS (Madagascar Broadcasting System) qui regroupe télévision et radio, émettant dans la capitale et une douzaine de communes et s’engage également dans le milieu de la presse écrite avec Le Quotidien. Enfin, il finance la Radio Fahazavana, propriété de l'Église de Jésus-Christ à Madagascar la (FJKM),. 

### Crise de 2001-2002
Le ministère de l'Intérieur indique dans un premier temps que Marc Ravalomanana arrive en tête du premier tour de l'élection présidentielle de 2001 avec 46,4 % des suffrages, devant le président sortant Didier Ratsiraka (40,6 %). Ces chiffres sont contestés par les partisans de Marc Ravalomanana, qui affirment que celui-ci est vainqueur au premier tour avec quelque 53 % des suffrages. Le 17 janvier 2002, la Haute cour constitutionnelle (HCC) accepte qu'un nouveau décompte des voix se tienne. Le 26 janvier, elle confirme la tenue d'un second tour. Mais les partisans de Marc Ravalomanana contestent ce verdict de la HCC et appellent les gens à descendre dans la rue.
À partir de février 2002, le mouvement de protestation contre les résultats s'amplifie. Marc Ravalomanana met la pression sur le pouvoir en place. Face à la fin de non-recevoir du régime Ratsiraka, il se proclame président de la République le 22 février 2002. Soutenu par des magistrats de la Cour suprême malgache, il prête serment dans le stade municipal de Mahamasina et nomme un gouvernement dirigé par Jacques Sylla. Cette investiture n'est pas reconnue par la communauté internationale et Didier Ratsiraka dénonce un coup d'État. Madagascar se retrouve alors avec deux présidents et deux gouvernements avec chacun leur fief : la capitale et sa région pour Ravalomanana et les provinces — notamment celle de Tamatave, d'où il est originaire — pour Ratsiraka.
L'Union africaine (UA) lance alors une médiation, conduite par son secrétaire général, Amara Essy, ainsi que le président sénégalais, Abdoulaye Wade, et le président du Bénin, Mathieu Kérékou. Le 18 avril 2002, les différentes parties signent les « accords de Dakar », qui prévoient l'organisation d'un second tour sous la forme d'un référendum dans les six mois pour départager les deux candidats. Cependant, l'économie de l'île reste paralysée et la situation politique bloquée. Didier Ratsiraka continue de mettre la pression sur son adversaire en organisant le blocus économique de la capitale pendant que Ravalomanana fait appel à une armée de réservistes afin de soumettre les provinces toujours sous la coupe de Ratsiraka.
Le 29 avril 2002, à l’issue d’un nouveau décompte, la Haute cour constitutionnelle proclame Marc Ravalomanana vainqueur du premier tour avec 51,46 % des suffrages, contre 35,90 % à Didier Ratsiraka. Ce dernier conteste ces nouveaux résultats : il affirme que la composition de la Cour a été changée entre-temps de façon illégale. Le 6 mai 2002, Marc Ravalomanana prête de nouveau serment à Mahamasina, à l'occasion d'une nouvelle investiture. Fort de ce statut légal, le régime Ravalomanana prend peu à peu le contrôle de l'administration. En province, les affrontements armés entre les deux camps continuent, notamment dans le Nord et l'Est de l'île. Dans ce contexte, le 9 juin 2002, sont signés les « accords de Dakar II », qui prévoient la mise en place d'un « Conseil supérieur de la transition » présidé par Ravalomanana, ainsi que d'un gouvernement de consensus chargé d'organiser des élections législatives anticipées. À l'instar des premiers, ces accords ne seront jamais appliqués : une fois rentrées, les deux parties campent en effet de nouveau sur leurs positions respectives.
Le 7 juillet 2002, à l'approche d'un succès militaire de Ravalomanana sur l'ensemble du territoire, Didier Ratsiraka décide de quitter le pays pour la France, où il restera en exil jusqu'en 2011. Les États-Unis, imités quelques jours après par la Suisse, sont les premiers à reconnaître le nouveau pouvoir malgache.

### Président de la République

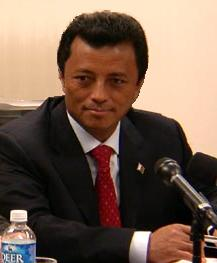
Marc Ravalomanana en 2005.

#### Débuts
À l'issue de la crise post-électorale de 2002, Marc Ravalomanana et son parti, Tiako i Madagasikara, remportent les élections législatives et communales. Le nouveau président malgache use de son autorité sur les médias de la grande île. En mai 2005, ainsi qu’en avril 2006, il expulse deux journalistes français du territoire. Au cours de sa première présidence, il développe son réseau de média, MBS, et il exerce un contrôle sur le réseau public audiovisuel (comprenant les chaînes TVM et RNM).
Au terme de son premier mandat, Marc Ravalomanana se porte candidat à sa réélection lors de l'élection présidentielle de 2006. Pour remporter cette deuxième élection, il bénéficie d’importants moyens similaires à sa première élection ; à ces derniers s’ajoute le contrôle d’un outil médiatique de poids face à ses adversaires, à savoir le réseau audiovisuel public, qui est le seul à diffuser sur tout le territoire malgache. Marc Ravalomanana est réélu au premier tour le 16 décembre 2006, obtenant 54,8 % des voix. Les requêtes en annulation déposées par cinq candidats ne sont pas retenues et la communauté internationale le félicite pour sa réélection. Il est investi président de la république de Madagascar le 19 janvier 2007. 
Les opposants réclament par la suite une révision de la loi électorale, que l'ancien président Didier Ratsiraka aurait conçue pour se maintenir au pouvoir. Ils délaissent la campagne sur le référendum du 4 avril 2007. La révision de la Constitution implémente la mise en place des régions, la reconnaissance de la liberté de religion à la place de la laïcité, ainsi que l'anglais en tant que troisième langue officielle.

#### Gouvernance
Marc Ravalomanana adopte un nouveau style proche de celui d'un chef d'entreprise, souvent au détriment de l'orthodoxie de la gestion des finances publiques et en outrepassant les procédures réglementaires (remblai sans autorisation dans une zone de bassin tampon protégeant la capitale des inondations, attribution du marché et vente de ce terrain à une entreprise de son groupe à un prix de très loin inférieur à ce qu'il en a couté à l’État pour l'aménager). Il met l’accent sur la productivité. Des services administratifs sont créés dans le but d'instaurer une bonne gouvernance : le Bianco pour lutter contre la corruption, le SAMIFIN contre le blanchiment d'argent, le Central Intelligency Service (services de renseignements malgaches), le Conseil supérieur de la défense nationale.
Les termes anglais sont largement utilisés dans beaucoup de domaines et Marc Ravalomanana lui-même aime utiliser des mots anglais lors de ses entretiens avec les médias. Il fait entrer l'apprentissage de l'anglais en primaire dans certaines écoles pilotes et envoie des jeunes étudier aux États-Unis[réf. nécessaire].
En outre, il appelle à un renforcement de la décentralisation et de la déconcentration.

#### Économie
Une mesure de détaxation périodique est appliquée sur des produits spécifiques afin de relancer la consommation et aider certains secteurs de l'économie. L'Economic Development Board of Madagascar est créé pour faciliter les investissements. Le Madagascar Action Plan (MAP), ou Plan d'action pour Madagascar, est un plan de développement quinquennal qui se présente en termes d'engagements et de défis à relever pour réduire la pauvreté et favoriser le développement. Marc Ravalomanana mise sur la révolution verte : multiplier la production alimentaire par trois et faire de la crise alimentaire mondiale une opportunité.
Il lance une réforme foncière pour donner aux paysans un titre et la possibilité aux investisseurs étrangers d'acquérir un terrain.
En matière fiscale, il souhaite augmenter le nombre de contribuables.

#### Relations internationales

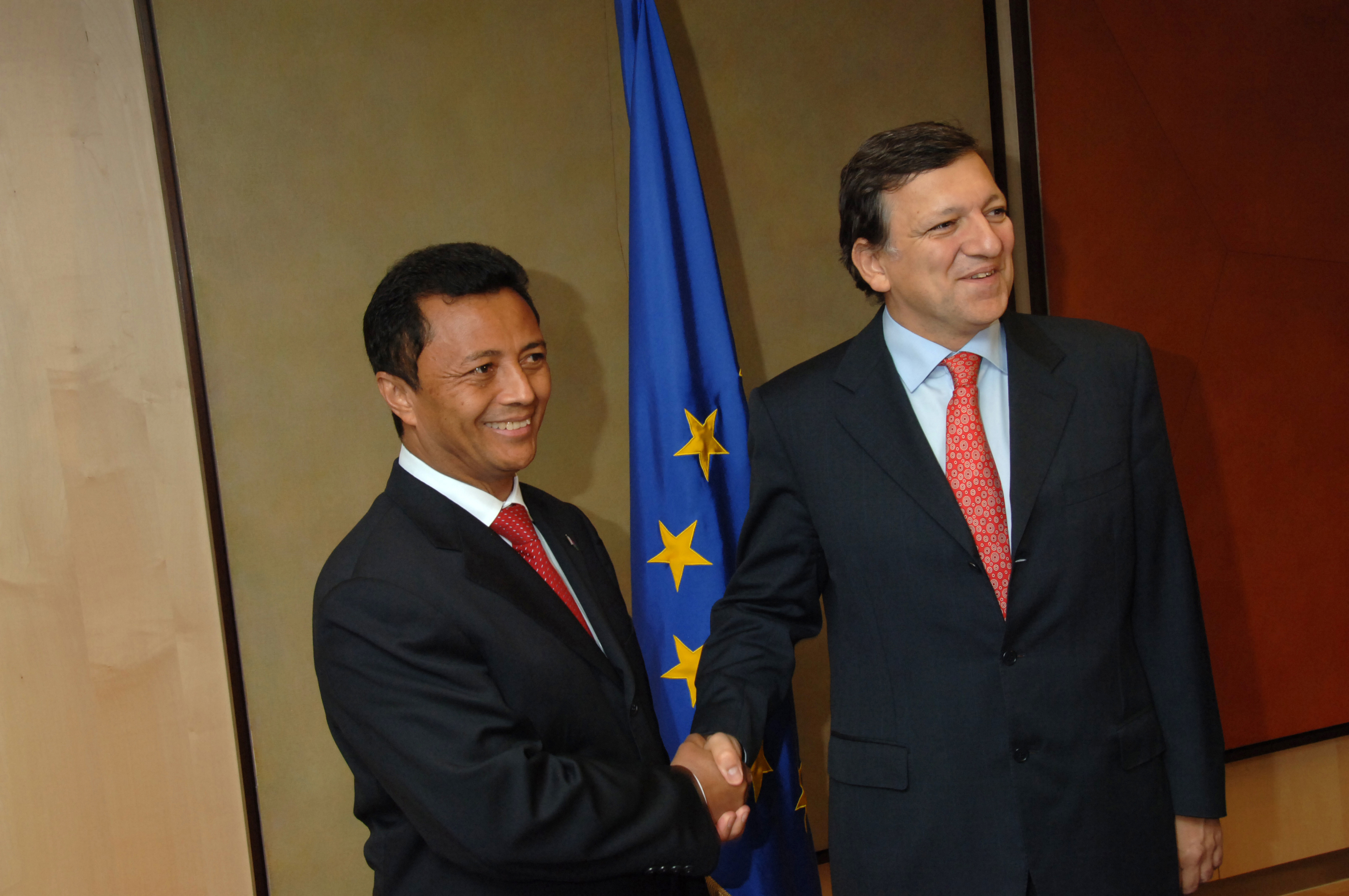
Marc Ravalomanana avec José Manuel Barroso, président de la Commission européenne, à Bruxelles en 2006.

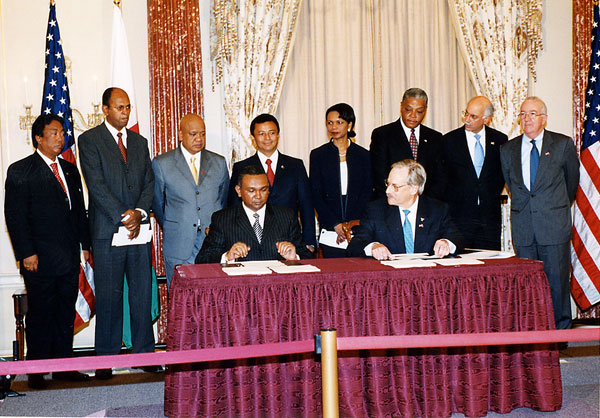
Marc Ravalomanana en 2005 à Washington (États-Unis) aux côtés de Condoleezza Rice, secrétaire d'État américaine.

Marc Ravalomanana ne remet jamais en cause les principaux choix stratégiques de ses prédécesseurs, à savoir : la francophonie, la totale coopération avec la Banque mondiale et le Fonds monétaire international (FMI), ainsi qu'un système financier dominé par les banques françaises. Par contre, il confie au cabinet allemand Lahmeyer la gestion de la société d'État de distribution d'eau et d'électricité Jirama et à Lufthansa Consulting la direction de la compagnie nationale Air Madagascar. Des tentatives de reforme du secteur des transports, comme le retrait de l'organisation francophone ASECNA pour une gestion directe de l'espace aérien national, ont échoué.
Ses relations avec le gouvernement français se détériorent rapidement en raison de l’adhésion en 2005 de Madagascar à la Communauté de développement d'Afrique australe (SADC), dominée par l’Afrique du Sud, et de l’introduction de l’anglais comme troisième langue officielle. En outre, sa politique néolibérale, impliquant une ouverture de l’économie à des entreprises de toutes provenances, inquiète les milieux économiques français, qui bénéficiaient d'un accès privilégié aux ressources malgaches. Le ministère français des Affaires étrangères le présente comme ayant un « tropisme très fort en faveur des États-Unis, de l’Allemagne, et […] de la Chine et son modèle de démocratie autoritaire ».

#### Crise de 2009
Un projet encore à l'étude d'une location de 1,3 million d'hectares de terre à l'entreprise sud-coréenne Daewoo Logistics en novembre 2008 déclenche le début de la contestation de l'autorité de Marc Ravalomanana. S'ajoute à cela une grande incompréhension de sa décision d'acquérir un jet présidentiel à 60 000 000 $, ainsi que des critiques virulentes de la part d'hommes politiques comme Herizo Razafimahaleo à l'encontre de son obstination à maintenir le sommet de l’Union africaine prévu pour 2009 à Antananarivo. Tout ceci donne de la légitimité à la contestation et à l'expression d'un ras-le-bol de sa manière de gouverner. Le meneur de cette contestation, le maire de la capitale, Andry Rajoelina, las du blocage des comptes de sa municipalité par le gouvernement, critique Marc Ravalomanana en l'accusant de pratiques autocratiques et de mainmise sur la sphère économique.
Le 17 mars 2009, Marc Ravalomanana transfère les pleins pouvoirs à un directoire militaire sous la pression des militaires mutins (interprété comme démission pour certains et coup d'État pour d'autres). Le gouvernement du général Charles Rabemananjara est dissous par décret du chef de l'État. Les fonctions de président de la République et de Premier ministre sont confiées à un directoire militaire et il est prévu que le directoire soit présidé par le vice-amiral Hyppolite Ramaroson (en), « le plus ancien dans le grade le plus élevé, toutes armes confondues ». Quelques heures plus tard, l'amiral Ramaroson, sous la menace d'un groupe de militaires mutins du CAPSAT, transmet les pleins pouvoirs à Andry Rajoelina, qui prend ses fonctions de président de la Haute Autorité de transition, plongeant Madagascar dans une longue crise politique. Cette prise de pouvoir est condamnée par la communauté internationale.

### Exil
Après l'annonce de sa démission, Marc Ravalomanana s'exile en Afrique du Sud, pays avec lequel il entretenait de bonnes relations durant son mandat. Il continue à s'investir dans la politique malgache, réclamant le retour à la légalité constitutionnelle et la libération sans condition de tous les détenus politiques.
En 2010, il est condamné aux travaux forcés à perpétuité par contumace pour la mort d’une trentaine de partisans d’Andry Rajoelina, abattus devant le palais présidentiel le 7 février 2009.
En janvier 2012, dans le cadre d'une « feuille de route » cosignée par sa mouvance et après une première tentative infractueuse un an auparavant, Marc Ravalomanana tente un retour à Madagascar avec l'appui de ses partisans, du Premier ministre de consensus, Jean-Omer Beriziky, et d'une partie de la communauté internationale. Mais l'espace aérien malgache est interdit à l'ancien président, qui reste sous le coup d'un mandat d'arrêt dans son pays, et l'avion revient à Johannesbourg. Le soir-même, les ministres et les membres d'institutions issus des trois mouvances (Ravalomanana, Ratsiraka, Zafy) décident de suspendre leur participation à la « feuille de route ».

### Retour à Madagascar
Marc Ravalomanana est arrêté le 13 octobre 2014 alors qu'il rentre à Madagascar. Il retrouve l'entière liberté de ses mouvements à la suite des résolutions prises lors de l'assise nationale de mai 2015 à laquelle il participe avec Didier Ratsiraka et Hery Rajaonarimampianina.
Il marque son retour dans l'arène politique en reprenant la présidence du parti qu'il a fondé, le Tiako i Madagasikara, le 22 mai 2015. Son parti réalise des résultats mitigés lors des communales du 31 juillet 2015, mais obtient une large victoire significative dans la capitale, Antananarivo, où son épouse Lalao Ravalomanana l’emporte, devenant ainsi la première femme élue maire de la capitale malgache et obtenant la majorité absolue au conseil municipal.

### Élection présidentielle de 2018
Marc Ravalomanana se porte candidat à l’élection présidentielle de 2018. Il dépose sa candidature le 21 août 2018. Pendant la campagne, il mobilise de nouveaux moyens notamment grâce aux réseaux sociaux. Il vise les jeunes et la diaspora malgache à travers ses comités de soutien, avec le GTT basé à Genève, ainsi que des antennes à Marseille, Nancy-Metz, île de la Réunion ou bien une branche en Asie.
Il se qualifie pour le second tour, arrivant en deuxième position avec 35,35 % des suffrages exprimés. Andry Rajoelina l'emporte avec 55,66 % des voix.
Le 16 août 2019, il est élu à la tête d'une nouvelle coalition, dénommée RMDM. Toutefois, cette plateforme réunissant des partis d'opposition n'est pas rejointe par des entités qui l'ont soutenu lors de l'élection présidentielle de 2018.

### Élection présidentielle de 2023
Le 2 juillet 2023, Marc Ravalomanana officialise sa candidature à l'élection présidentielle de 2023. En octobre 2023, il est blessé par la police lors d'une manifestation précédant les élections.
Avec Hery Rajaonarimampianina, un autre ancien président candidat à l'élection présidentielle de 2023, il fait partie du « Collectif des onze » qui appelle à boycotter la campagne pour contester le processus électoral.

## Distinctions

### Distinctions honorifiques
- Grand cordon de l'ordre national Malagasy
- Grand-croix de l'ordre du Mérite de la République fédérale d'Allemagne
- Grand commandeur de l'ordre de l'Étoile et de la Clé de l'océan Indien (en)

### Doctoratshonoris causa
Il est docteur honoris causa de trois universités :
- Université d'Antananarivo
- Abilene Christian University[31]
- Université de Pékin[32].

### Autres distinctions
- African leadership of the year 2017 [33].